# 人文主义协会 (新加坡)
人文主義協會於2010年10月6日在新加坡註冊成立，是為新加坡的人文主義者、自由思想者、無神論者、不可知論者及其他志同道合者所設立的社群組織。根據2020年最新可得的人口普查數據，非宗教人士佔新加坡總人口的20%。

## 宗旨
協會的宗旨在於提高公眾對新加坡世俗與非宗教群體所做貢獻的認識，這些貢獻不僅推動了新加坡作為一個國家的發展，也促進了其在全球社會中的角色。協會亦強調，對社會議題採取理性、非教條式的態度，不應被視為理所當然。
除了推動維持社會中世俗空間的努力之外，協會也舉辦與人文主義、批判性思維相關的活動，並為志同道合的人士提供一個社交與討論的平台。活動內容包括知名人文主義者與科學專業人士的講座、論壇以及社交聚會等。

## 歷史
2008年，新加坡人文主義聚會（英語：Singapore Humanism Meetup）成立，作為一個由世俗人文主義者、無神論者與不可知論者組成的社交網絡。他們定期會面，討論當前的社會議題。該網絡透過網站組織各類社交聚會，線上註冊會員超過500人，並在市區各地舉辦工作坊、講座與讀書會。2009年，該網絡舉辦了新加坡首次的達爾文日活動，慶祝查爾斯·達爾文誕辰200週年。
2010年10月，新加坡人文主義者協會正式註冊為社團，成為新加坡首個被官方公告的人文主義團體。協會的多位創會成員皆是在新加坡人文主義聚會的活動中相識。